# Мобли, Эван
Эван Мобли (англ. Evan Mobley; род. 18 июня 2001, Темекьюла, Калифорния) — американский профессиональный баскетболист, выступающий за клуб НБА «Кливленд Кавальерс». Играет на позиции центрового. Выступал за команду Южной Калифорнии в студенческом баскетболе. Был выбран на драфте НБА 2021 года в первом раунде под третьим номером.

## Школа и колледж
Во время своего дебюта в колледже за УЮК 25 ноября 2020 года Мобли набрал 21 очко и сделал 9 подборов в матче с «Калифорния Баптист». 11 марта 2021 года в четвертьфинале турнира Pac-12 он набрал рекордные 26 очков, 9 подборов и 5 блок-шотов, одержав победу в двойном овертайме (91:85) над «Ютой». В полуфинале проиграли «Колорадо» (70:72), а Мобли вновь набрал 26 очков, записав при этом 9 подборов и 5 блоков. Как новичок он набрал в среднем 16.4 очка, 8.7 подбора, 2.8 блока и 2.4 передачи за игру. Мобли был назван игроком года Pac-12, защитником года и новичком года. Он стал вторым игроком главной конференции, получившим три награды, присоединившись к Энтони Дэвису из Юго-Восточной конференции в 2012 году. 16 апреля 2021 года Мобли подал заявку на участие на драфте НБА 2021 года, отказавшись от оставшегося права на поступление в колледж. Многие считали Мобли вторым перспективным игроком драфта после Кейда Каннингема. 

## Профессиональная карьера

### Кливленд Кавальерс (2021—настоящее время)
«Кливленд Кавальерс» выбрал Мобли третьим на драфте НБА 2021 года. 3 августа 2021 года он подписал контракт с командой. 8 августа 2021 года он дебютировал в Летней лиге в игре против «Хьюстон Рокетс» (76:84), где набрал 12 очков, 5 подборов и 3 блока за 28 минут. 20 октября Мобли дебютировал в НБА, набрав 17 очков, девять подборов и шесть передач в игре против «Мемфис Гриззлис» (121:132). 15 ноября Мобли получил растяжение правого локтя в матче против «Бостон Селтикс» (92:98). 8 декабря Мобли стал первым новичком в истории «Кавальерс» после Леброна Джеймса, сделавшим 5 блок-шотов в одной игре в своем первом сезоне в лиге.
Мобли провел все 69 матчей и закончил сезон, набирая в среднем 15,0 очка, 8,3 подбора, 2,5 передачи, 1,7 блока и 0,8 перехвата за 33,8 минуты за игру. Он лидировал среди новичков по количеству подборов и блоков за игру, а также занимал пятое место по количеству очков за игру. Вместе с центровым Джарреттом Алленом Мобли привел «Кливленд» к тому, что процент побед в 30,6% и шестая худшая защита в лиге превратились в 53,7% побед и пятую лучшую защиту в лиге по эффективности. О Мобли коллега по «Кавальерс» Дариус Гарленд сказал Робу Махони из The Ringer: «Он делает для нас все. И в защите, и в нападении. Он - 7-футовый единорог». Мобли занял второе место после Скотти Барнса в голосовании за звание новичка года НБА. Разница в 15 очков стала наименьшей за 19 лет, с тех пор как в 2002/03 был введен формат голосования за эту награду.
21 января 2023 года Мобли набрал максимальные за карьеру 38 очков, реализовав 19 из 27 бросков с игры, а также сделал девять подборов и три передачи в победе над «Милуоки Бакс». Он стал четвертым игроком с 1979 года, когда была введена трехочковая линия, который набрал не менее 38 очков, не сделав ни одного штрафного или трехочкового броска. Остальные - Хаким Оладжьювон, Алекс Инглиш (дважды) и Джордж Гервин. 17 апреля Мобли занял третье место в голосовании за звание игрока года в обороне. 9 мая Мобли был включен в первую сборную всех звезд защиты НБА.
15 декабря 2023 года стало известно, что Мобли перенесет операцию на левом колене и пропустит около двух месяцев.
10 мая 2024 года во второй игре полуфинала Восточной конференции Мобли набрал 21 очко, 10 подборов и 5 передач в победе над «Бостон Селтикс» со счетом 118-94. В дальнейшем «Кливленд» проиграл «Бостону» в пяти матчах, несмотря на 33 очка Мобли в пятой игре.
21 июля 2024 года стало известно, что «Кливленд» и Мобли договорились о максимальном продлении контракта на 5 лет и 224 миллиона долларов.
7 декабря 2024 года Мобли набрал 41 очко, 10 подборов и три блока, реализовав 16 из 23 бросков с игры и 6 из 8 бросков с трехочковой линии в победе над «Шарлотт Хорнетс» со счетом 116-102. Он стал вторым игроком НБА в возрасте до 25 лет (после Кевина Дюранта), набравшим в одной игре 40+ очков, 10+ подборов, 3+ блока и 5+ трехочковых бросков.
30 января 2025 года Мобли был заявлен в качестве запасного на Матч всех звезд НБА 2025 года, что стало его первым выбором.
15 февраля 2025 года Мобли вместе со своим партнером по команде Донованом Митчеллом выиграли конкурс мастерства.
24 апреля 2025 года Мобли был назван лучшим оборонительным игроком НБА сезона 2024/25, став первым игроком в истории франшизы, получившим эту награду.

## Выступления за национальную сборную
Мобли играл за США на чемпионате мира среди юношей до 17 лет в Аргентине. В семи играх он набирал в среднем 9.3 очка, 5.6 подбора и 2.6 передачи за игру и помог выиграть золотую медаль турнира. Мобли присоединился к США на чемпионате мира среди юношей до 19 лет в Греции, но из-за спазмов в спине он сыграл только семь минут в двух играх турнира. Сборная выиграла золотую медаль. 

## Статистика

### Статистика в НБА
| Сезон                                                                                    | Команда  | Регулярный сезон | Регулярный сезон | Регулярный сезон | Регулярный сезон | Регулярный сезон | Регулярный сезон | Регулярный сезон | Регулярный сезон | Регулярный сезон | Регулярный сезон | Регулярный сезон | Серия плей-офф | Серия плей-офф | Серия плей-офф | Серия плей-офф | Серия плей-офф | Серия плей-офф | Серия плей-офф | Серия плей-офф | Серия плей-офф | Серия плей-офф | Серия плей-офф |
| Сезон                                                                                    | Команда  | GP               | GS               | MPG              | FG%              | 3P%              | FT%              | RPG              | APG              | SPG              | BPG              | PPG              | GP             | GS             | MPG            | FG%            | 3P%            | FT%            | RPG            | APG            | SPG            | BPG            | PPG            |
| ---------------------------------------------------------------------------------------- | -------- | ---------------- | ---------------- | ---------------- | ---------------- | ---------------- | ---------------- | ---------------- | ---------------- | ---------------- | ---------------- | ---------------- | -------------- | -------------- | -------------- | -------------- | -------------- | -------------- | -------------- | -------------- | -------------- | -------------- | -------------- |
| 2021/22                                                                                  | Кливленд | 69               | 69               | 33,8             | 50,8             | 25,0             | 66,3             | 8,3              | 2,5              | 0,8              | 1,7              | 15,0             | Не участвовал  | Не участвовал  | Не участвовал  | Не участвовал  | Не участвовал  | Не участвовал  | Не участвовал  | Не участвовал  | Не участвовал  | Не участвовал  | Не участвовал  |
| 2022/23                                                                                  | Кливленд | 79               | 79               | 34,4             | 55,4             | 21,6             | 67,4             | 9,0              | 2,8              | 0,8              | 1,5              | 16,2             | 5              | 5              | 37,5           | 45,8           | 0,0            | 62,5           | 10,0           | 2,0            | 0,6            | 1,2            | 9,8            |
| 2023/24                                                                                  | Кливленд | 50               | 50               | 30,6             | 58,0             | 37,3             | 71,9             | 9,4              | 3,2              | 0,9              | 1,4              | 15,7             | 12             | 12             | 35,2           | 55,5           | 27,8           | 69,4           | 9,3            | 2,3            | 0,8            | 2,2            | 16,0           |
|                                                                                          | Всего    | 198              | 198              | 33,2             | 54,4             | 26,5             | 68,1             | 8,8              | 2,8              | 0,8              | 1,5              | 15,6             | 17             | 17             | 35,9           | 53,1           | 26,3           | 68,2           | 9,5            | 2,2            | 0,8            | 1,9            | 14,2           |
| Наведите курсор мыши на аббревиатуры в заголовке таблицы, чтобы прочесть их расшифровку. |          |                  |                  |                  |                  |                  |                  |                  |                  |                  |                  |                  |                |                |                |                |                |                |                |                |                |                |                |

### Статистика в NCAA
| Сезон | Команда | Conf   | Class | GP | GS | MPG  | FG%  | 3P%  | FT%  | RPG | APG | SPG | BPG | PPG  |
| --- | ------- | ------ | ----- | -- | -- | ---- | ---- | ---- | ---- | --- | --- | --- | --- | ---- |
| 2020/21 | УСК     | Pac-12 | FR    | 33 | 33 | 33,9 | 57,8 | 30,0 | 69,4 | 8,7 | 2,4 | 0,8 | 2,9 | 16,4 |
| Всего | Всего   | Всего  | Всего | 33 | 33 | 33,9 | 57,8 | 30,0 | 69,4 | 8,7 | 2,4 | 0,8 | 2,9 | 16,4 |
| Наведите курсор мыши на аббревиатуры в заголовке таблицы, чтобы прочесть их расшифровку Статистика приведена с сайта sports-reference.com |         |        |       |    |    |      |      |      |      |     |     |     |     |      |

## Личная жизнь
Отец Мобли Эрик играл в баскетбол в колледже, где выступал за «Кэл Поли Помона Бронкос» и «Портленд Пайлотс», а также играл на профессиональном уровне в Китае, Индонезии, Мексике и Португалии. Позднее он на протяжении 11 лет был тренером в Союзе Спортсменов-Любителей. в 2018 году он был назначен помощником тренера в «USC Trojans». Старший брат Мобли Айзея также выступает за USC. Его мать, Николь, работает учителем в начальной школе. Мобли вырос в окружении троих приёмных братьев и сестёр, среди которых студент по обмену из Китая по имени Джонни.